# Johann Heinrich Custer
Johann Heinrich Custer (* 21. Dezember 1757 in Altstätten; † 24. Oktober 1818 in Rheineck, St. Gallen) war ein Schweizer Garn- und Leinwandhändler sowie Gründer einer Bank.

## Leben und Wirken
Johann Heinrich Custer war ein Sohn des Kaufmanns Hans Jakob (1717–1792) und dessen Ehefrau Margarethe Barbara, einer Tochter des Kaufmanns Conrad Messmer. Im Zusammenhang mit seinen Handelsgeschäften gründete er vermutlich 1799 in Rheineck die Bank J. H. Custer. In Altstätten und Rheineck bekleidete er verschiedene Gemeinde- und Kirchenämter. 1804–1812 war er Richter und St. Galler Grossrat. 
Seine Bank galt Anfang des 19. Jahrhunderts als eine der bedeutendsten Handelsbanken der Ostschweiz, fokussierte sich dann aber immer mehr auf das reine Bankgeschäft. Im Jahr 1919 fusionierte das Unternehmen mit der Zürcher Privatbank Riggenbach & Co. und ging 1934 bankrott.